# Аруйский райский зимородок
Ару́йский ра́йский зиморо́док (лат. Tanysiptera hydrocharis) — вид птиц семейства зимородковых, обитающий на островах Ару и Новой Гвинее.

## Описание
Длина тела — 19 см. У взрослой птицы большой красный клюв, голубое пятно на лбу, тёмно-синие полосы на лице и крыльях, белое оперение груди, а также характерные для райских зимородков длинные хвостовые перья.

## Распространение
Аруйский райский зимородок обитает на индонезийских островах Ару и на крайнем юге Новой Гвинеи. Он питается преимущественно насекомыми, которых ловит на земле.